# 马沙兰瓜皮
马沙兰瓜皮（葡萄牙語：Maxaranguape）是巴西北大河州的一个市镇。总面积131.3平方公里，总人口9506人，人口密度72.4人/平方公里。